# Санта-Марія (комуна)
Санта-Марія (ісп. Santa María) — місто в Чилі. Адміністративний центр однойменної комуни. Населення міста - 6443 осіб (2002). Місто і комуна входить до складу провінції Сан-Феліпе-де-Аконкагуа та регіону Вальпараїсо.
Територія — 166,3 км². Чисельність населення - 15 241 жителя (2017). Щільність населення - 91,7 чол./км².

## Розташування
Місто розташоване за 98 км на північний схід від адміністративного центру області міста Вальпараїсо та за 8 км на схід від адміністративного центру провінції міста  Сан-Феліпе].
Комуна межує:
- на півночі - з комуною Путаендо
- Сході — з комуною Сан-Естебан
- на півдні - з комуною Лос-Андес
- на заході - з комуною Сан-Феліпе
- на північному заході - з комуною Путаендо